# Comment monsieur Mockinpott fut libéré de ses tourments
Comment monsieur Mockinpott fut libéré de ses tourments est une pièce de théâtre de Peter Weiss écrite en 1963.

## Adaptations

### Théâtre
- 2010 : Comment monsieur Mockinpott fut libéré de ses tourments, mise en scène de Gwenhaël de Gouvello.